# Hodějice
Hodějice (en allemand : Hobitschau) est une commune du district de Vyškov, dans la région de Moravie-du-Sud, en République tchèque. Sa population s'élevait à 1 030 habitants en 2020.

## Géographie
Hodějice se trouve à 17 km au sud-ouest de Vyškov, à 24 km à l'est-sud-est de Brno et à 207 km au sud-est de Prague.
La commune est limitée par Němčany au nord, par Křižanovice et Rašovice à l'est, par Heršpice au sud, et par Nížkovice et Slavkov u Brna à l'ouest.

## Histoire
La première mention écrite de la localité date de 1464.